# Hocquinghen
Hocquinghen és un municipi francès, situat al departament del Pas de Calais i a la regió dels Alts de França. L'any 1999 tenia 100 habitants.

## Situació
Hocquinghen es troba al nord del departament del Pas de Calais.

## Administració
Hocquinghen es troba al cantó de Guînes, que al seu torn forma part del districte de Calais. L'alcalde de la ciutat és Christian Andrieu (2001-2008).